# Skårdaggkåpa (växt)
Skårdaggkåpa (Alchemilla wichurae) är en rosväxtart som först beskrevs av Robert Buser, och fick sitt nu gällande namn av Stefansson. Enligt Catalogue of Life ingår Skårdaggkåpa i släktet daggkåpor och familjen rosväxter men enligt Dyntaxa är tillhörigheten istället släktet daggkåpor och familjen rosväxter. Arten är reproducerande i Sverige. Inga underarter finns listade i Catalogue of Life.